# Tour del Porvenir 2011
La 48.ª edición del Tour del Porvenir (nombre oficial en francés: Tour de l'Avenir) fue una carrera de ciclismo en ruta por etapas que se celebró entre el 4 y el 11 de septiembre de 2011 en Francia con inicio en la ciudad de Yutz y final en Alba-la-Romaine sobre un recorrido total de 1101,6 kilómetros.
La carrera formó parte del UCI Europe Tour 2010-2011, dentro de la categoría UCI 2.Ncup (Copa de las Naciones UCI sub-23 limitada a corredores menores de 23 años.)
La carrera fue ganada por el ciclista Esteban Chaves de la selección nacional sub-23 de Colombia. El podio lo completaron el ciclista David Boily de la selección nacional sub-23 de Canadá y el ciclista Mattia Cattaneo de la selección nacional sub-23 de Italia.

## Equipos participantes
| Equipos nacionales (16)- Colombia sub-23 - Estados Unidos sub-23 - Francia sub-23 - Italia sub-23 - Dinamarca sub-23 - Bélgica sub-23 - Kazajistán sub-23 - Alemania sub-23 - Gran Bretaña sub-23 - Austria sub-23 - España sub-23 - Noruega sub-23 - Canadá sub-23 - Suiza sub-23 - Australia sub-23 - República Checa sub-23 Unknown team category- Equipo mixto UCI sub-23 |
| |

## Recorrido
El Tour del Porvenir dispuso de un prólogo y 7 etapas para un recorrido total de 1101,6 kilómetros con inicio en la ciudad de Yutz y final en Alba-la-Romaine, comprendiendo 1 contrarreloj individual (prólogo), 2 etapas de montaña, 4 etapa de media montaña y 1 etapa llana.
| Etapa     | Fecha     | Recorrido                         | type                    | Distancia (km) | Ganador         | Líder           |
| --------- | --------- | --------------------------------- | ----------------------- | -------------- | --------------- | --------------- |
| Prólogo   | 4 de sep  | Yutz – Yutz                       | contrarreloj individual | 6,6            | Michael Hepburn | Michael Hepburn |
| 1.ª etapa | 5 de sep  | Yutz – Lunéville                  | etapa escarpada         | 160,5          | Moreno Hofland  | Rohan Dennis    |
| 2.ª etapa | 6 de sep  | Rambervillers – Bruyères          | etapa de media montaña  | 151            | Wouter Wippert  | Rohan Dennis    |
| 3.ª etapa | 7 de sep  | Gérardmer – Porrentruy            | etapa de montaña        | 166,5          | Michael Hepburn | David Boily     |
| 4.ª etapa | 8 de sep  | Porrentruy – Arbois               | etapa de media montaña  | 153,5          | Nikias Arndt    | David Boily     |
| 5.ª etapa | 9 de sep  | Champagnole – Salève              | etapa de montaña        | 171,5          | Romain Bardet   | David Boily     |
| 6.ª etapa | 10 de sep | Fossano – Fossano                 | etapa de media montaña  | 153,5          | Simon Yates     | David Boily     |
| 7.ª etapa | 11 de sep | Alba-la-Romaine – Alba-la-Romaine | etapa de media montaña  | 138,5          | Warren Barguil  | Esteban Chaves  |

## Clasificaciones finales
Las clasificaciones finalizaron de la siguiente forma:

### Clasificación general
| \| Clasificación general \| Clasificación general \| Clasificación general \| Clasificación general \| Clasificación general \| \| Ciclista \| Ciclista \| Equipo \| Tiempo \| \| \| --------------------- \| ----------------------- \| --------------------- \| --------------------- \| --------------------- \| \| 1.º \| Esteban Chaves \| Colombia sub-23 \| 28 h 20 min 22 s \| \| \| 2.º \| David Boily \| Canadá sub-23 \| + 17 s \| \| \| 3.º \| Mattia Cattaneo \| Italia sub-23 \| + 24 s \| \| \| 4.º \| Vegard Stake Laengen \| Noruega sub-23 \| + 38 s \| \| \| 5.º \| Warren Barguil \| Francia sub-23 \| + 1 min 29 s \| \| \| 6.º \| Michael Rodríguez \| Colombia sub-23 \| + 1 min 43 s \| \| \| 7.º \| Georg Preidler \| Austria sub-23 \| + 1 min 46 s \| \| \| 8.º \| Christopher Juul-Jensen \| Dinamarca sub-23 \| + 1 min 48 s \| \| \| 9.º \| Jordi Simón \| España sub-23 \| + 1 min 55 s \| \| \| 10.º \| Dimitri Le Boulch \| Francia sub-23 \| + 2 min 00 s \| \| |                         |                  |                  |
| |                         |                  |                  |
| Fuente: ProCyclingStats |                         |                  |                  |
| Clasificación general |                         |                  |                  |
| Ciclista | Ciclista                | Equipo           | Tiempo           |
| 1.º | Esteban Chaves          | Colombia sub-23  | 28 h 20 min 22 s |
| 2.º | David Boily             | Canadá sub-23    | + 17 s           |
| 3.º | Mattia Cattaneo         | Italia sub-23    | + 24 s           |
| 4.º | Vegard Stake Laengen    | Noruega sub-23   | + 38 s           |
| 5.º | Warren Barguil          | Francia sub-23   | + 1 min 29 s     |
| 6.º | Michael Rodríguez       | Colombia sub-23  | + 1 min 43 s     |
| 7.º | Georg Preidler          | Austria sub-23   | + 1 min 46 s     |
| 8.º | Christopher Juul-Jensen | Dinamarca sub-23 | + 1 min 48 s     |
| 9.º | Jordi Simón             | España sub-23    | + 1 min 55 s     |
| 10.º | Dimitri Le Boulch       | Francia sub-23   | + 2 min 00 s     |

### Clasificación por puntos
| Clasificación por puntos | Clasificación por puntos | Clasificación por puntos | Clasificación por puntos | Clasificación por puntos |
| Ciclista                 | Ciclista                 | Equipo                   | Puntos                   |                          |
| ------------------------ | ------------------------ | ------------------------ | ------------------------ | ------------------------ |
| 1.º                      | Romain Bardet            | Francia sub-23           | 135 pts                  |                          |
| 2.º                      | Jordi Simón              | España sub-23            | 106 pts                  |                          |
| 3.º                      | Nikias Arndt             | Alemania sub-23          | 95 pts                   |                          |
| 4.º                      | Esteban Chaves           | Colombia sub-23          | 93 pts                   |                          |
| 5.º                      | Mattia Cattaneo          | Italia sub-23            | 66 pts                   |                          |
| 6.º                      | Wouter Wippert           | Francia sub-23           | 60 pts                   |                          |
| 7.º                      | Georg Preidler           | Austria sub-23           | 60 pts                   |                          |
| 8.º                      | Warren Barguil           | Francia sub-23           | 59 pts                   |                          |
| 9.º                      | Moreno Hofland           | Francia sub-23           | 59 pts                   |                          |
| 10.º                     | Simon Yates              | Gran Bretaña sub-23      | 55 pts                   |                          |

### Clasificación de la montaña
| Clasificación de la montaña | Clasificación de la montaña | Clasificación de la montaña | Clasificación de la montaña | Clasificación de la montaña |
| Ciclista                    | Ciclista                    | Equipo                      | Puntos                      |                             |
| --------------------------- | --------------------------- | --------------------------- | --------------------------- | --------------------------- |
| 1.º                         | Garikoitz Bravo             | España sub-23               | 122 pts                     |                             |
| 2.º                         | Esteban Chaves              | Colombia sub-23             | 83 pts                      |                             |
| 3.º                         | Tim Wellens                 | Bélgica sub-23              | 80 pts                      |                             |
| 4.º                         | Romain Bardet               | Francia sub-23              | 45 pts                      |                             |
| 5.º                         | Mattia Cattaneo             | Italia sub-23               | 40 pts                      |                             |
| 6.º                         | Warren Barguil              | Francia sub-23              | 34 pts                      |                             |
| 7.º                         | Michael Valgren             | Dinamarca sub-23            | 31 pts                      |                             |
| 8.º                         | Jesper Hansen               | Dinamarca sub-23            | 28 pts                      |                             |
| 9.º                         | Rudy Molard                 | Francia sub-23              | 25 pts                      |                             |
| 10.º                        | Vegard Stake Laengen        | Noruega sub-23              | 23 pts                      |                             |

### Clasificación por equipos
| Clasificación por equipos | Clasificación por equipos | Clasificación por equipos | Clasificación por equipos |
| Equipo                    | Equipo                    | Tiempo                    |                           |
| ------------------------- | ------------------------- | ------------------------- | ------------------------- |
| 1.º                       | Francia sub-23            | 85 h 06 min 59 s          |                           |
| 2.º                       | Colombia sub-23           | + 1 min 24 s              |                           |
| 3.º                       | Austria sub-23            | + 12 min 11 s             |                           |
| 4.º                       | Dinamarca sub-23          | + 16 min 41 s             |                           |
| 5.º                       | Bélgica sub-23            | + 16 min 50 s             |                           |
| 6.º                       | Países Bajos sub-23       | + 20 min 18 s             |                           |
| 7.º                       | Equipo mixto UCI sub-23   | + 20 min 33 s             |                           |
| 8.º                       | Kazajistán sub-23         | + 29 min 26 s             |                           |
| 9.º                       | Suiza sub-23              | + 36 min 35 s             |                           |
| 10.º                      | Italia sub-23             | + 57 min 45 s             |                           |

## Evolución de las clasificaciones
| Etapa                   | Vencedor                | Clasificación general Maillot jaune | Clasificación por puntos Maillot vert | Clasificación de la montaña Maillot à pois rouges | Clasificación por equipos Classement par équipe |
| ----------------------- | ----------------------- | ----------------------------------- | ------------------------------------- | ------------------------------------------------- | ----------------------------------------------- |
| Prólogo                 | Michael Hepburn         | Michael Hepburn                     | Michael Hepburn                       | no otorgado                                       | Australia sub-23                                |
| 1.ª                     | Moreno Hofland          | Rohan Dennis                        | Moreno Hofland                        | Esteban Chaves                                    | Australia sub-23                                |
| 2.ª                     | Wouter Wippert          | Rohan Dennis                        | Moreno Hofland                        | Garikoitz Bravo                                   | Australia sub-23                                |
| 3.ª                     | Wouter Wippert          | David Boily                         | Moreno Hofland                        | Esteban Chaves                                    | Colombia sub-23                                 |
| 4.ª                     | Nikias Arndt            | David Boily                         | Nikias Arndt                          | Garikoitz Bravo                                   | Colombia sub-23                                 |
| 5.ª                     | Romain Bardet           | David Boily                         | Romain Bardet                         | Garikoitz Bravo                                   | Francia sub-23                                  |
| 6.ª                     | Simon Yates             | David Boily                         | Romain Bardet                         | Garikoitz Bravo                                   | Francia sub-23                                  |
| 7.ª                     | Warren Barguil          | Esteban Chaves                      | Romain Bardet                         | Garikoitz Bravo                                   | Francia sub-23                                  |
| Clasificaciones finales | Clasificaciones finales | Esteban Chaves                      | Romain Bardet                         | Garikoitz Bravo                                   | Francia sub-23                                  |